# Элизия (стихосложение)
Эли́зия (лат. elisio, выдавливание, выталкивание) — фонетическое явление в латинском стихе; заключается в том, что при чтении опускается 1) гласный на конце слова, 2) последний гласный в слове, если за ним следует «m» — если следующее слово начинается с гласного или сочетания «h» + гласный. Напр. Atque ubi iam patriae perventum ad limina sedes (Verg. Aen. ΙΙ 643) читается как ‘át-ku-bi-jám-pat-ri-áj-per-vén-tad-lí-mi-na-sé-des’. Аналог в греческом стихе — апокопа.